# Křížová cesta (Vimperk)
Křížová cesta ve Vimperku na Prachaticku se nachází cca 600 metrů severozápadně od centra města na zalesněném vršku.

## Historie
Křížovou cestu tvoří čtrnáct zastavení v podobě dřevěných očíslovaných skříněk na štíhlých kamenných sloupcích. Poutní místo je doplněno prostým dřevěným křížem na vrcholu.
Křížová cesta byla postavena v 70. letech 19. století z iniciativy Johanna Steinbrenera, vysvěcena byla v roce 1884 během působení prvního vimperského děkana Jana Filipa Brunnera.
Až do konce druhé světové války se zde konaly poutě. S odchodem německého obyvatelstva v roce 1946 a s nástupem komunismu postupně zanikala.
Roku 2001 byla celá křížová cesta obnovena a opravena.